# Каді Бурханеддін
Каді Бурханеддін (1344/1345 — 1398) — середньовічний турецький політик, державний діяч, вчений та поет, автор праць з мусульманського права. Його життя та діяльність тривалий час були пов'язані із бейликом у Центральній Анатолії, утвореним довкола міст Кайсері та Сівас. Спочатку у цьому бейлику він займав посаду кадія (судді), а в 1381—1398 роках був там верховним правителем.
Бурханеддін ще за життя увійшов в історію як талановитий і дуже відомий поет. Його вважають одним із зачинателів азербайджанської та турецької літератур. Диван (збірка поезій) Каді Бурханеддіна складається із 17 000 рядків і повністю дійшов до нашого часу. Він (диван) містить газелі, рубаї, туюги на теми любові та вірності. Особливе місце у ліриці Бурханеддіна займає оспівування військової мужності і патріотичного обов'язку.

## Твори
- Bürhanəddin, Qazi. Divan / Q. Bürhanəddin; Ə. Səfərli. — Bakı: Azərnəşr, 1988. — 656 s. (перевидання: Bürhanəddin, Qazi. Divan / Q. Bürhanəddin; tərt. Ə. Q. Səfərli; red. S. Q. Əlizadə. — Bakı: Öndər nəşriyyat, 2005. — 728 s. — ISBN 9952-416-73-2)(азерб.)